# Aruba aux Jeux olympiques d'été de 2008
Aruba participe aux Jeux olympiques d'été de 2008 à Pékin (Chine). Il s'agit de sa sixième participation olympique, et de la plus petite représentation d'athlètes représentant Aruba de l'histoire. Deux Arubais concourent dans ces Jeux olympiques : Jan Roodzant en natation et Fiderd Vis en judo. La délégation arubaise, comprenant les athlètes, les entraîneurs et plusieurs officiels du Comité international olympique (CIO) et du Comité olympique arubais (Comité Olímpico Arubano, abrégé COA) arrive à Pékin entre le 1er et le 4 août. Fiderd Vis est invité à participer aux Jeux olympiques par le CIO qui a pu constater ses performances alors qu'il s'entraînait au Brésil. Vis est le porte-drapeau lors de la cérémonie d'ouverture et Roodzant l'est à la cérémonie de clôture. Les deux athlètes sont éliminés dès les tours préliminaires le 12 août 2008 et Aruba ne gagne donc aucune médaille.

## Contexte
Avant les Jeux de 2008, Aruba participe consécutivement à cinq éditions des Jeux olympiques. Les Jeux olympiques d'été de 1988 à Séoul (Corée du Sud) constituent leur première participation et ceux de Pékin sont donc leur sixième. À l'été 2008, le plus petit nombre d'athlètes jusqu'alors dans l'histoire d'Aruba participent aux Jeux olympiques d'été, avec deux hommes concourants seulement. Aux précédents Jeux olympiques, en 2004 à Athènes (Grèce), quatre athlètes arubais avaient participé dans trois sports. Aucune femme ne représente Aruba aux Jeux de 2008, ce qui n'est arrivé qu'une fois précédemment, aux Jeux olympiques de 1996, où trois hommes avaient concouru dans trois sports distincts.
Le 1er août 2008, les athlètes arubais partent pour Pékin à bord du vol 765 de la compagnie néerlandaise KLM. Vis et Roodzant sont accompagnés de leurs entraineurs et des officiels du COA Edmundo Josiah et Chu Halabi. Le président du COA Leo Maduro ainsi que les officiels Mary Hsing et Ling Wong partent pour Pékin trois jours après. Ils forment, avec la membre du CIO Nicole Hoevertsz, la délégation Arubaise aux Jeux olympiques d'été de 2008.
La délégation arrive au village olympique le 6 août 2008, avec les délégations du Paraguay, de Cuba et de Tuvalu. À la cérémonie d'ouverture, l'armée chinoise hissent le drapeau arubais et joue l'hymne national d'Aruba, Aruba Dushi Tera.

## Judo
Fiderd Vis est le seul Arubais à participer aux olympiades de Pékin en tant que judoka. Il est entraîné par Alberto Thiel.
Pour son entrainement en vue des Jeux olympiques, Vis quitte Aruba pour le Brésil.
Hommes
| Athlète    | Épreuve        | Préliminaires       | 32e de finale         | 16e de finale       | Quart de finale     | Demi-finale         | Finale              |
| Athlète    | Épreuve        | Adversaire Résultat | Adversaire Résultat   | Adversaire Résultat | Adversaire Résultat | Adversaire Résultat | Adversaire Résultat |
| ---------- | -------------- | ------------------- | --------------------- | ------------------- | ------------------- | ------------------- | ------------------- |
| Fiderd Vis | Moins de 81 kg | bye                 | Lei (CHN) L 1100–0000 | Non qualifié        | Non qualifié        | Non qualifié        | Non qualifié        |

## Natation
Jan Roodzant, un Arubais né aux Pays-Bas, est le seul nageur du pays à participer aux Jeux olympiques de Pékin.
Avant les Jeux, Roodzant est entrainé pendant un an avec l'équipe de natation de université de Floride par Ismael Santiesteban à Gainesville (États-Unis). Le 26 février 2008, il retourne à Aruba, puis revient s'entrainer aux États-Unis quelques jours après seulement.
Hommes
| Athlète      | Épreuve                 | Séries | Séries     | Demi-finale  | Demi-finale  | Finale       | Finale       |
| Athlète      | Épreuve                 | Temps  | Classement | Temps        | Classement   | Temps        | Classement   |
| ------------ | ----------------------- | ------ | ---------- | ------------ | ------------ | ------------ | ------------ |
| Jan Roodzant | 100 m nage libre hommes | 51.69s | 53         | Non qualifié | Non qualifié | Non qualifié | Non qualifié |